# 김수현 (1988년)
김수현(金秀賢, 1988년 2월 16일~)은 대한민국의 배우이다.

## 학력
- 2000년 서울일원초등학교(졸업)
- 2003년 중동중학교(졸업)
- 2006년 중동고등학교(졸업)
- 2009년 중앙대학교(연극영화학 휴학)

## 성장 과정
김수현은 1988년 2월 16일 서울에서 태어났다. 그는 서울시 강남구 소재의 초등학교, 중학교, 그리고 고등학교를 졸업했다. 그의 아버지는 1980년대 '말하라 사랑이 어떻게 왔는가를', '밤부두' 등을 히트 시키며 활약했던 록밴드 세븐돌핀스의 보컬로 유명한 김충훈으로 알려졌다. 아버지의 이혼 이후 가난한 시절을 보냈으며, 어릴 적 심장수술을 받기도 했다. 이러한 김수현은 중학교 시절에는 매우 조용하고 숫기가 없는 학생으로 주변에서는 그가 연기자가 될 것이라곤 생각을 못했다고 한다. 하지만 그의 어머니는 아들의 워낙 내성적인 성격을 너무 걱정한 나머지 고등학교에 진학할 무렵, “웅변학원이라도 다닐래?”라고 권유해 봤지만 김수현은 선뜻 용기를 내지 못했고, “그럼 연극이라도 해볼래?” 어머니의 또 다른 권유로 김수현의 어머니는 일을 해 학원비를 구했고 시작한 연극은 그의 성격을 조금씩 바꿔나가게 되었다. 김수현의 고등학교 3학년 담임교사는 당시 김수현에 대해 “학교에 대본을 가져와서 틈틈이 외우고 발성연습도 했다. 그런 모습을 보며 수현이가 연기자의 길을 걷는다고 해도 손색이 없겠다고 생각을 했다”고 언급했다.

김수현은 자신이 배우가 된 계기에 대해 다음과 같이 밝혔다. 
| “ | “연극을 하면서 나 자신을 깨트렸어요. 연극 동아리 선배는 초면인 사람에게 가서 '친해져라'는 숙제를 내줬죠. 연극 무대에 서면 다른 사람이 된 것 같았고, 공연을 마치자 쏟아진 박수에 희열을 느꼈죠. 배우가 되겠다고 말씀드리자 어머니는 박수를 쳐주셨습니다. 언제부터 배우를 꿈꿨느냐고요? 꿈은커녕 사회생활 부적격자가 되지 않으려고 치료수단으로 연기한 셈이죠.” | ” |
|   | — 스포츠한국 2011년 3월 14일자 기사 중 |   |

김수현은 2003년 고등학교 1학년 때 연극 《한여름 밤의 꿈》에서 퍽 역할을 통하여 공연 무대에 첫 발을 딛었으며, 대학 시절에는 청춘스타의 산실이라는 뮤지컬 《그리스》에서 케니키 역할과 연극 《햄릿》에서 햄릿 역할을 맡아 공연했다. 2009년 일반전형으로 중앙대학교 예술대학 연극영화학과에 입학하여, 2016년 기준으로 재학하고 졸업했다.

## 경력

### 2007 ~ 2008: 초기 경력
김수현은 2007년 7월 말부터 방영된 MBC 일일 시트콤 《김치 치즈 스마일》을 통해 연예계에 정식으로 발을 들였다. 극 중 수영부원 ‘김수현’ 역을 맡아 브라운관에 첫발을 내디딘 그는, 신인답지 않은 안정적인 연기력과 자연스러운 표정 연기로 대중의 시선을 사로잡으며 배우로서의 가능성을 일찌감치 인정받았다. 특히 본인의 실명을 그대로 사용하는 캐릭터로 등장함으로써, 신예 배우로서 시청자에게 보다 친근하게 다가갈 수 있었고, 이는 대중과의 첫 만남에서 긍정적인 인상을 남기는 데 중요한 역할을 했다. 《김치 치즈 스마일》은 김수현이 배우로서 본격적인 행보를 시작한 출발점이자, 대중문화계에 ‘김수현’이라는 이름을 처음으로 각인시킨 의미 있는 이정표였다. 《이 작품에서 함께 호흡을 맞췄던 김을동은 이미 연기와 정치를 아우르며 국민적 인지도를 지닌 인물이었고, 극 중에서는 김수현에게 체벌을 가하는 장면도 있었다. 그러나 촬영이 쉬는 틈틈이 그는 연기 선배로서 아낌없는 조언과 따뜻한 격려를 전했다. 특히 어느 날, 진지한 표정으로 "수현이 너는 대스타가 될 거야"라는 말을 건넸는데, 그 한마디는 이제 막 연예계에 발을 내디딘 풋내기 신인이었던 김수현에게 단순한 덕담을 넘어, 스스로의 가능성을 믿게 해준 깊은 울림으로 남았다. 훗날 김수현이 국내를 대표하는 국민 배우로 우뚝 서며, 그 예언은 결코 과장이 아니었음을 스스로 증명하게 된다.
이듬해인 2008년, 그는 KBS1 특집 청소년 드라마 《정글피쉬》를 통해 정극에서 첫 주연을 맡으며 또 한 번의 도약을 시도했다. 제작발표회 현장에서 김수현은 “생각했던 대로 연기가 나오지 않아 아쉬움이 크다”며 말문을 잇지 못하고 눈물을 보이기도 했는데, 이는 스스로에 대한 기대와 연기에 대한 진지한 태도를 여실히 보여준 장면이었다. 같은 해에는 단편 영화 《체리블로섬》에 출연하며 스크린에도 발을 내디뎠고, 음악 채널 KMTV의 《소년소녀 가요백서》에서 카라의 한승연과 함께 MC를 맡아 방송 진행자로서의 역량도 선보였다. 더불어 KBS2 예능 프로그램 《해피선데이 - 이 맛에 산다》에 고정 출연하며 다채로운 활동을 이어갔다.

### 2009 ~ 2010: "크리스마스에 눈이올까요?","자이언트" 명품아역
2009년 12월, 김수현은 SBS 수목드라마 《크리스마스에 눈이 올까요?》에서 청소년 시절의 주인공 ‘차강진’ 역을 맡으며 본격적인 주목을 받기 시작했다. 복잡한 가정사와 척박한 현실 속에서도 명석한 두뇌와 강단 있는 성격으로 스스로를 지켜내는 이 인물은, 반항적인 태도로 내면의 상처를 감춘 고독한 소년이었다. 김수현은 이처럼 복합적인 정서를 지닌 '어린 차강진'을 섬세하면서도 깊이 있는 연기로 표현해내며, 시청자들의 감성을 단숨에 사로잡았다.
소년에서 성인으로 이행하는 과도기의 얼굴과 감성을 지닌 김수현은, 캐릭터의 내면적 진폭을 유려하게 소화하며 ‘배우 김수현’이라는 이름을 대중의 뇌리에 각인시키는 데 성공했다. 이 작품은 그가 단순한 신예를 넘어, 주연급 배우로서 성장할 수 있는 충분한 잠재력을 지녔음을 입증한 결정적 이정표로 평가된다.
같은 시기 그는 SBS 2부작 특집극 《아버지의 집》에도 출연하며, 대선배 배우들과의 호흡 속에서 한층 성숙한 연기력을 선보였다. 김수현은 가족 해체와 현실적 고통, 인간관계의 균열 속에서 방황하는 청년의 복잡한 감정을 섬세하게 표현해내며, 단막극 특유의 진한 울림을 성공적으로 전달했다. 감각적인 연출과 배우들의 밀도 높은 열연이 어우러진 이 작품은 특집극으로는 이례적으로 20%를 웃도는 높은 시청률을 기록하며, 작품성과 대중성을 동시에 인정받았다.《아버지의 집》은 방송통신위원회가 선정한 ‘이달의 좋은 프로그램’에 이름을 올렸으며, 제16회 상하이 TV페스티벌 경쟁 부문에 공식 초청되기도 했다. 김수현에게 이 작품은 단순한 필모그래피의 한 줄을 넘어, 연기자로서의 잠재력과 감정 표현의 깊이를 국내외 관계자들에게 확실히 각인시킨 중요한 무대였다.
더불어 그는 독립영화 《최악의 친구들》에 출연하며 영화계에도 조심스레 발을 들였다. 이 작품은 제8회 미쟝센 단편영화제 ‘비정성시(非情城市)’ 부문에서 최고 작품상을 수상하며, 예술성과 완성도를 동시에 인정받았다. 김수현은 상업드라마와 예술영화라는 서로 다른 장르 안에서도 자연스럽게 존재감을 드러내며, ‘연기파 신예’로서의 입지를 서서히 다져가기 시작했다.
2010년 1월, 김수현은 종합엔터테인먼트 기업 키이스트(KEYEAST)와 전속 매니지먼트 계약을 체결하며 배우로서의 행보에 새로운 전환점을 맞이하게 된다. 키이스트는 한류의 선봉에 서 있던 배우 배용준이 설립한 회사로, 이미 국내외에서 막강한 영향력을 행사하던 기획사였다. 이 계약은 단순한 소속사 이전을 넘어, 김수현에게 체계적인 매니지먼트와 전략적인 커리어 설계를 가능케 한 결정적 기반이 되었다.
키이스트는 김수현의 연기적 역량과 가능성을 높이 평가하며 장기적인 관점에서 커리어를 구축해 나갔다. 이를 통해 김수현은 한층 세련된 이미지 관리와 선택적인 작품 활동을 이어가며, 차세대 주연 배우로서의 입지를 점차 공고히 했다. 나아가 이 선택은 국내를 넘어 아시아 전역으로 활동 반경을 넓히는 데에도 결정적인 발판이 되었고, 김수현은 자연스레 ‘글로벌 한류스타’라는 수식어를 갖게 된다.같은 해 5월, 김수현은 SBS 창사 20주년 특별기획 대하드라마 《자이언트》에서 어린 ‘이성모’ 역을 맡아 다시 한 번 강렬한 존재감을 발휘했다. 그는 아버지의 억울한 죽음을 목격한 후 복수심 하나로 살아가는 소년의 내면을 실감 나게 그려내며, 무거운 감정선을 탁월하게 소화해냈다. 특히 대선배 정보석과의 대립 장면에서도 전혀 밀리지 않는 연기력과 몰입도로 극의 긴장감을 배가시켰다. 이 작품은 김수현이 배우로서 보여준 성숙한 내면 연기의 정점 중 하나로 평가된다.
《자이언트》에서의 인상 깊은 연기를 바탕으로, 김수현은 같은 해 개최된 2010 SBS 연기대상에서 ‘뉴스타상’을 수상하며 배우로서 본격적인 존재감을 각인시켰다. 이 수상은 단순한 신인의 등장 이상의 의미를 지녔으며, 김수현이 향후 한국 드라마계를 이끌 기대주로 자리매김하는 데 결정적인 이정표가 되었다.

### 2011: "드림하이", 차세대 라이징 스타로 등극
2011년 1월, 김수현은 KBS2 하이틴 드라마 《드림하이》에서 통해 대중성과 연기력을 동시에 입증하며 배우로서의 입지를 본격적으로 확장시켰다. 《드림하이》는 배용준과 박진영이 공동 기획·제작한 작품으로, 예술고등학교를 배경으로 한 청춘들의 성장과 꿈을 그린 작품이었다. 김수현은 극 중 어릴 적 목장 주인을 꿈꾸던 순박한 시골 소년 ‘송삼동’ 역을 맡아, 여자 주인공 고혜미(수지 분)에게 첫눈에 반한 뒤 무작정 기린예고에 진학하게 되는 인물을 연기했다.
처음엔 낯선 환경에 서툴고 겉돌았지만, 극이 전개되면서 송삼동은 타고난 음악적 재능과 열정으로 점차 자신의 진가를 드러내고, 결국 무대 위에서 반짝이는 스타로 성장한다. 김수현은 이 인물을 통해 순수함과 열정, 성장과 아픔을 고루 담아낸 입체적인 연기를 선보였으며, 신선한 마스크와 특유의 몰입력 있는 연기 스타일로 청춘 드라마에 생동감을 불어넣었다.
특히 극 중 직접 부른 OST <Dreaming>은 드라마 속 주인공들의 꿈과 희망, 열정을 대변하는 대표 테마곡으로 큰 사랑을 받았다. 서정적인 멜로디 위에 김수현의 맑고 진심 어린 음색이 더해지며, 단순한 삽입곡을 넘어 캐릭터의 감정을 대변하는 감성 코드로 자리잡았다. 그는 엠카운트다운과 드림 콘서트 등 음악 프로그램에 직접 출연해 <Dreaming> 무대를 선보이며, 연기뿐 아니라 가창력에서도 가능성을 인정받았다. 《드림하이》는 국내에서의 성공을 넘어, 2011년 8월 일본 지상파 TBS를 통해 방영된 이후 현지에서도 뜨거운 반응을 얻었다. 이어 9월, 사이타마 슈퍼아레나에서 개최된 ‘드림하이 프리미엄 이벤트’에는 김수현을 비롯해 배용준, 박진영, 수지, 택연, 우영 등이 참석해 일본 팬들과의 특별한 만남을 가졌다. 이 이벤트는 단순한 팬미팅을 넘어, 한류 콘텐츠의 새로운 가능성을 확인하는 자리로도 평가되었다.
《드림하이》에서의 활약을 바탕으로, 김수현은 2011년 KBS 연기대상에서 남자 신인상, 베스트 커플상(수지와의 호흡으로), 인기상을 수상하며 3관왕의 영예를 안았다. 이러한 성과는 단순한 스타 탄생을 넘어, 연기자로서의 가능성과 대중적 호감도를 동시에 입증한 결과였다. KBS 연기대상에서 신인상, 베스트커플상, 인기상을 수상하였다. 한편, 그는 이듬해 방영된 《드림하이 2》에 깜짝 특별출연해 팬들에게 반가운 선물을 안겼다. 짧은 등장에도 불구하고 존재감 있는 연기로 시즌 1의 감동을 다시금 환기시키며, ‘송삼동’이라는 캐릭터에 대한 대중의 애정을 다시 한 번 확인시켰다.

### 2012: "해를 품은 달"과 "도둑들" 스크린 데뷔

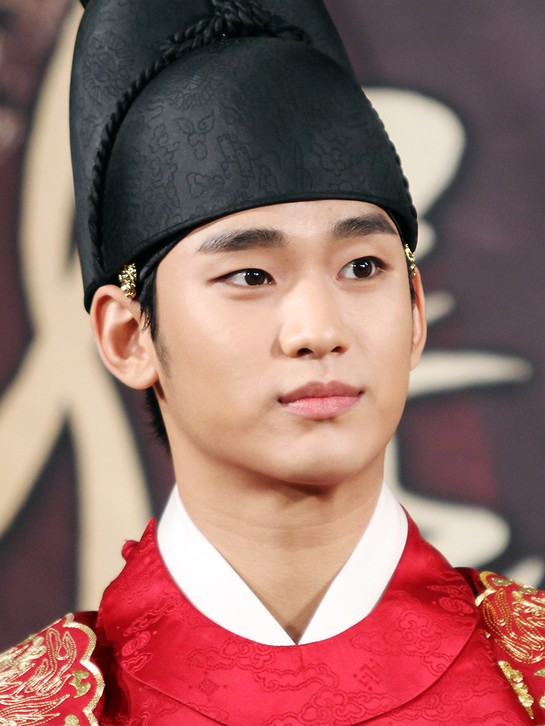
2012년 《해를 품은 달》 제작발표회에서 김수현.

2012년 1월, 김수현은 MBC 판타지 멜로 사극 《해를 품은 달》에서 가상의 조선 시대 군주 ‘이훤’ 역을 맡으며 연기 인생의 결정적인 전환점을 맞이했다. 정은궐의 동명 소설을 원작으로 한 이 작품은 정치와 권력, 그리고 운명적인 사랑을 그린 팩션 사극으로, 방송 직후부터 신드롬에 가까운 반응을 일으켰다. 김수현은 어린 시절 첫사랑 ‘연우’를 잃고 냉철한 제왕으로 성장한 이훤을 연기하며, 왕이라는 무게감과 인간적인 고뇌를 섬세하게 표현해냈다. 김수현은 단단한 발성과 안정된 감정선으로 권위 있는 군주의 면모를 설득력 있게 그려내는 한편, 내면 깊은 곳의 상처와 그리움을 간직한 젊은 남자의 복잡한 감정을 절제된 톤으로 풀어냈다. 특히 한가인(연우 역)과의 애틋한 로맨스는 시청자들의 큰 사랑을 받았으며, 김수현의 절절한 눈빛 연기와 감정의 밀도가 극의 몰입도를 배가시켰다. 이 작품은 시청률 40%를 돌파하며 국민드라마의 반열에 올랐고, 김수현은 이훤이라는 인물을 통해 ‘대세 20대 배우’로 급부상했다.단순한 흥행을 넘어, 그는 연기력과 스타성을 동시에 증명해내며 명실상부한 주연 배우로 자리매김했다.
극 중 그가 직접 부른 OST 〈그대 한 사람〉은 이훤의 절절한 감정을 고스란히 담아낸 발라드 곡으로, 음원 공개와 동시에 각종 온라인 차트 상위권을 석권하며 그의 감성적인 보컬 또한 대중의 사랑을 받았다. 《해를 품은 달》은 김수현에게 수많은 영예를 안겨주었다. 그는 제48회 백상예술대상 TV 부문 남자 최우수연기상을 수상하며 연기력을 공인받았고, MBC 연기대상에서는 미니시리즈 부문 남자 최우수연기상과 인기상을 동시에 수상하며 대중성과 작품성을 아우르는 성과를 거두었다. 이로써 그는 단순한 '라이징 스타'를 넘어, 차세대 한국 드라마계를 이끌 대표 배우로 굳건히 자리잡았다.
같은 해, 그는 한국판 '오션스 일레븐'으로 불린 최동훈 감독의 영화 《도둑들》에서 막내 도둑 잠파노 역할을 연기하였다. 제33회 청룡영화상에서 인기스타상을 수상하였다. 이 작품은 한 치의 실수도 용납하지 않는 5인의 도둑들이 옛 보스인 마카오박으로부터 달콤한 제안을 받고, 중국의 4인조 도둑들과 함께 마카오 카지노에 숨겨진 희대의 다이아몬드 '태양의 눈물'을 훔치는 이야기로 역대 6번째로 1,000만 관객을 돌파하였다.

### 2013 ~ 2014: "은밀하게 위대하게", "별에서 온 그대"와 한류스타로 자리매김

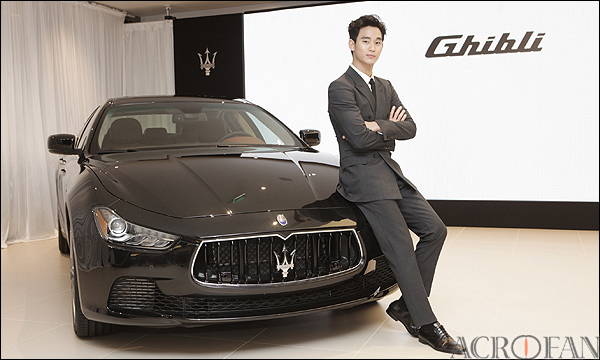
2013년 마세라티 기블리 홍보대사에 위촉 된 김수현.

2013년, 김수현은 남파간첩의 이야기를 다룬 인기 웹툰을 원작으로 한 영화 《은밀하게 위대하게》에서 남한에 파견된 북한 간첩 ‘원류환’ 역을 맡아 한층 넓어진 연기 스펙트럼을 선보였다. 이현우, 박기웅과 함께 호흡을 맞추며, 각각 바보, 아이돌 가수 지망생, 고교생 등 평범한 청년으로 위장해 서울의 달동네에 숨어든 세 명의 꽃미남 간첩들의 이야기를 중심으로 펼쳐지는 유쾌하면서도 비극적인 서사를 소화해냈다. 김수현은 극 중에서 서툰 일상을 연기하는 ‘바보’의 외면과, 임무를 수행하는 정예 간첩의 내면을 자연스럽게 오가며 섬세한 감정 연기를 펼쳤고, 영화는 총 700만 명의 관객을 동원하는 흥행 성과를 거두었다.이 작품으로 김수현은 청룡영화상 신인남우상 후보에 올랐으며, 제50회 대종상 영화제 신인남우상과 제50회 백상예술대상 영화 부문 남자 신인연기상을 수상하는 영예를 안았다.이로써 그는 충무로에서도 단순한 기대주가 아닌, 실질적인 ‘차세대 주연 배우’로서의 자격을 입증받았다.  이후, 같은 해 12월부터 2014년 2월까지 방영된 SBS 판타지 로맨스 드라마 《별에서 온 그대》에서는 400년간 지구에서 살아온 외계인 대학 강사 ‘도민준’ 역을 맡아 새로운 연기 도전에 나섰다. 이 드라마는 400년 전 조선에 온 후 현재까지 살아가고 있는 완벽한 외모와 능력을 지닌 외계인 남성 도민준과, 천방지축 여배우 ‘천송이’(전지현) 사이의 기이하고도 애틋한 사랑을 그렸다. 김수현은 냉철하고 고독한 외계인이라는 이색적 캐릭터를 이질감 없이 설득력 있게 표현하며, 인간과 비인간의 경계를 넘나드는 감정선까지 깊이 있게 소화했다.
특히 이 작품은 영화 《도둑들》에서 호흡을 맞춘 전지현과의 재회로도 주목을 받았으며, 두 사람의 탁월한 케미스트리는 극의 몰입도를 극대화시켰다. 《별에서 온 그대》는 최고 시청률 28%를 기록하며 국내는 물론, 중국을 비롯한 아시아 전역에서 선풍적인 인기를 끌었고, 김수현은 이 작품을 통해 명실상부한 ‘최정상 한류스타’로 등극하게 되었다.
그 인기를 증명하듯, 김수현은 2014년 3월 16일 서울 팬미팅을 시작으로, 5월 18일 일본 팬미팅까지 아시아 7개국(서울, 대만, 중국, 태국, 싱가포르, 인도네시아, 일본), 9개 도시에서 펼쳐진 ‘2014 Kim Soo Hyun Asia Tour 1st Memories’를 성공적으로 마무리하였다. 총 5만여 명의 팬이 운집한 이 투어는 김수현의 아시아 팬덤 저변을 드러낸 상징적인 이벤트로 기록되었다. 더불어, 그는 2014년 코리아드라마어워즈에서 대상과 한류 핫스타상을 수상하며 그 해의 주인공이 되었고, 연말 SBS 연기대상에서는 남자 최우수연기상, 10대 스타상, 네티즌 인기상, 베스트커플상 등 총 4관왕을 달성하며 연기자 인생의 정점을 다시 한 번 찍었다.
김수현의 연이은 흥행과 연기력에 대해 드라마 평론가 김선영은 “기존의 20대 남자 배우들이 주로 재벌 2세나 밝고 건강한 이미지에 집중한 반면, 김수현은 아역 시절부터 어두운 정서를 지닌 인물들을 주로 맡아 성숙한 연기력으로 차별화를 이뤘다”고 평했다. 이어 “좋은 목소리와 발성, 강렬한 눈빛 등 자신만의 장점을 사극을 통해 성공적으로 드러냄으로써, 중장년층 시청자들에게도 확고한 인상을 남기며 ‘전국구 스타’로 자리매김하게 되었다”고 분석했다.
그의 특출한 대중성은 영화계에서도 실감되었다. 영화 《수상한 그녀》에서 김수현은 단 1분간의 카메오 출연으로 유치원생부터 할머니까지 폭넓은 팬층을 촬영장으로 이끌었으며, 이를 본 황동혁 감독은 “다양한 연령대에서 그의 스타성을 실감했다”고 전했다. 또한, 영화사 명필름의 심재명 대표는 “20대 배우 중 카리스마와 연기력에서 단연 뛰어난 존재”라며 “한석규나 신성일처럼 시대를 대표할 수 있는 배우가 될 가능성이 충분하다”고 극찬했다.

### 2015 ~ 2016: "프로듀사", KBS 최연소 연기대상
2015년, 김수현은 KBS2 예능 드라마 《프로듀사》에서 서울대학교 법대 출신이라는 엘리트 이력이 무색할 만큼 허당미 넘치는 신입 예능 PD ‘백승찬’ 역을 맡아 또 다른 연기 변신을 선보였다. 이 작품은 드라마 《별에서 온 그대》의 박지은 작가와 KBS 예능국의 서수민 PD가 의기투합하여 기획 단계부터 화제를 모았으며, 방송국 예능국을 배경으로 펼쳐지는 유쾌하면서도 리얼한 이야기를 담아냈다. 김수현은 차태현, 공효진, 아이유와 함께 주연으로 출연해 섬세한 감정선과 코믹한 면모를 오가는 연기를 안정감 있게 소화하며 다시 한 번 시청자들의 큰 사랑을 받았다. 이 드라마는 최고 시청률 17.7%를 기록하며 동시간대 1위를 차지하는 등 시청률은 물론, 온라인 화제성과 해외 수출 성과 면에서도 탁월한 성적을 거두었다. 김수현은 《프로듀사》를 통해 연기력은 물론 스타성과 작품 흡입력을 다시금 입증하며, 배우로서의 입지를 더욱 공고히 했다. 그는 이 작품으로 2015 에이판 스타 어워즈와 코리아드라마어워즈에서 각각 대상을 수상하는 쾌거를 이루었고, 연말 KBS 연기대상에서도 네티즌상, 베스트커플상, 그리고 대상을 포함한 총 3관왕에 오르며 그 해를 대표하는 배우로 자리매김했다. 또한, 2015년 11월에는 중국 상하이 동방 TV가 주관한 설문조사 ‘중국 연예계에서 가장 영향력 있는 인물’ 순위에서 외국인으로는 유일하게 톱5에 이름을 올리며, 중국 내에서의 독보적인 한류 영향력을 입증했다. 같은 해, 김수현은 개인 브랜드 파워와 문화 콘텐츠 확산에 기여한 공로를 인정받아 ‘2015 국가브랜드대상’ 문화 부문 수상자로 선정되며 대한민국 대표 배우로서의 위상을 더욱 공고히 했다.

### 2017 ~ 2023: 4년만의 영화 컴백, 군복무 및 연기 복귀

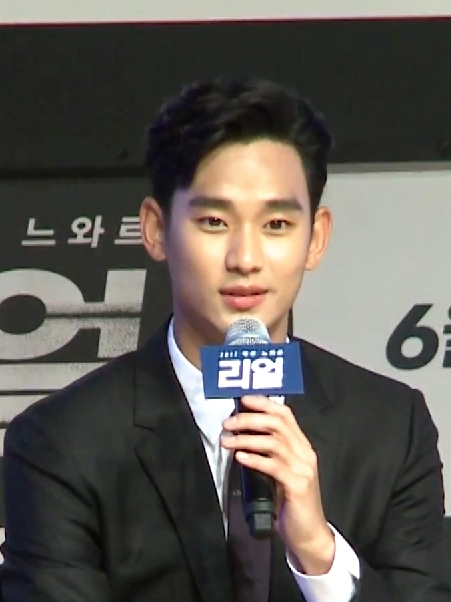
2017년 5월 《리얼》 언론배급시사회에서 김수현.

2017년 4월, 김수현은 영화 《은밀하게 위대하게》 이후 4년 만에 스크린에 복귀하는 액션 스릴러 영화 《리얼》에 캐스팅되었다. 이 작품은 화려한 도시의 이면에 존재하는 어두운 세계에서 의뢰를 완벽히 해결하며 승승장구하던 해결사 ‘장태영’이 한 르포 작가를 만나면서 벌어지는 미스터리한 사건들을 중심으로 전개된다. 김수현은 이 작품에서 화려한 성공을 향한 욕망에 사로잡힌 무자비한 해결사이자, 카지노 호텔을 건설해 도시를 장악하려는 야망을 지닌 인물 ‘장태영’ 역을 맡아 1인 4역이라는 도전적인 연기를 선보였다. 영화는 2017년 6월 28일 개봉되었으며, 김수현의 출연만으로도 2017년 최고의 기대작 중 하나로 손꼽혔다. 그러나 누적 관객 수 약 47만 명이라는 저조한 성적을 기록하며 흥행에 실패했으며, 엉성한 스토리라인과 이해하기 어려운 복선 등으로 인해 평단의 혹평을 받았다.
같은 해 12월 19일, 김수현은 7년간 함께해온 소속사 키이스트와 재계약을 체결했다고 공식 발표하였다.
 이후 2017년 9월 28일, 키이스트는 공식 보도자료를 통해 “김수현 씨가 오는 10월 23일 입대하게 되었다”고 밝혔다. 김수현은 20세 당시 병역 신체검사에서 현역 판정을 받지 못하였으며, 어릴 적부터 앓아온 심장 질환으로 인해 대체 복무에 해당하는 4급 판정을 받았으나, 이후 약 5년간 건강 관리를 꾸준히 한 끝에 재검을 자청하여 최종적으로 1급 판정을 받은 것으로 알려졌다.김수는 2017년 11월 29일 훈련소를 우수한 성적으로 수료하며 표창을 받았고, 이후 제1사단 수색대대에 배치되었다. 원래는 특전병으로 지원하려 했으나, 특전병은 28세 이하만 지원이 가능해 수색대로 지원을 변경하였으며, 훈련소에서는 조교 제의를 받았으나 본인의 의지로 최전방 수색대대에 자원하였다.
김수현은 2019년 7월 1일 전역하였으며, 같은 해 9월 1일 종영한 tvN 드라마 《호텔 델루나》의 최종회에서 ‘호텔 블루문’의 새로운 사장 역으로 특별 출연하였다. 이듬해인 2020년, 그는 군 제대 후 복귀작으로 tvN 드라마 《사이코지만 괜찮아》를 선택하였고, 정신병동 보호사 ‘문강태’ 역을 맡아 깊은 내면 연기를 선보였다. 이 작품은 각기 다른 상처와 불안을 지닌 주인공들이 서로를 위로하며 치유와 성장을 이뤄가는 과정을 그려내며 호평을 받았다.《사이코지만 괜찮아》로 김수현은 2020 아시아 아티스트 어워즈에서 배우 부문 핫이슈상과 대상을 수상하였으며, 아시아태평양 스타 어워즈에서도 아이돌챔프 남자 인기상을 수상하였다. 이후 그는 BBC 드라마 《크리미널 저스티스》를 원작으로 한 작품 《어느 날》을 차기작으로 선택하였다. 이 드라마에서 김수현은 평범한 대학생이었으나, 평범하지 않은 사건으로 인해 하루아침에 살인 용의자로 전락한 ‘김현수’ 역을 맡아 강렬한 연기를 선보이며 호평을 받았지만, 작품 자체는 흥행에는 아쉽게도 성공하지 못했다.

### 2024: 약 3년 만에 드라마 컴백, "눈물의 여왕"으로 재도약

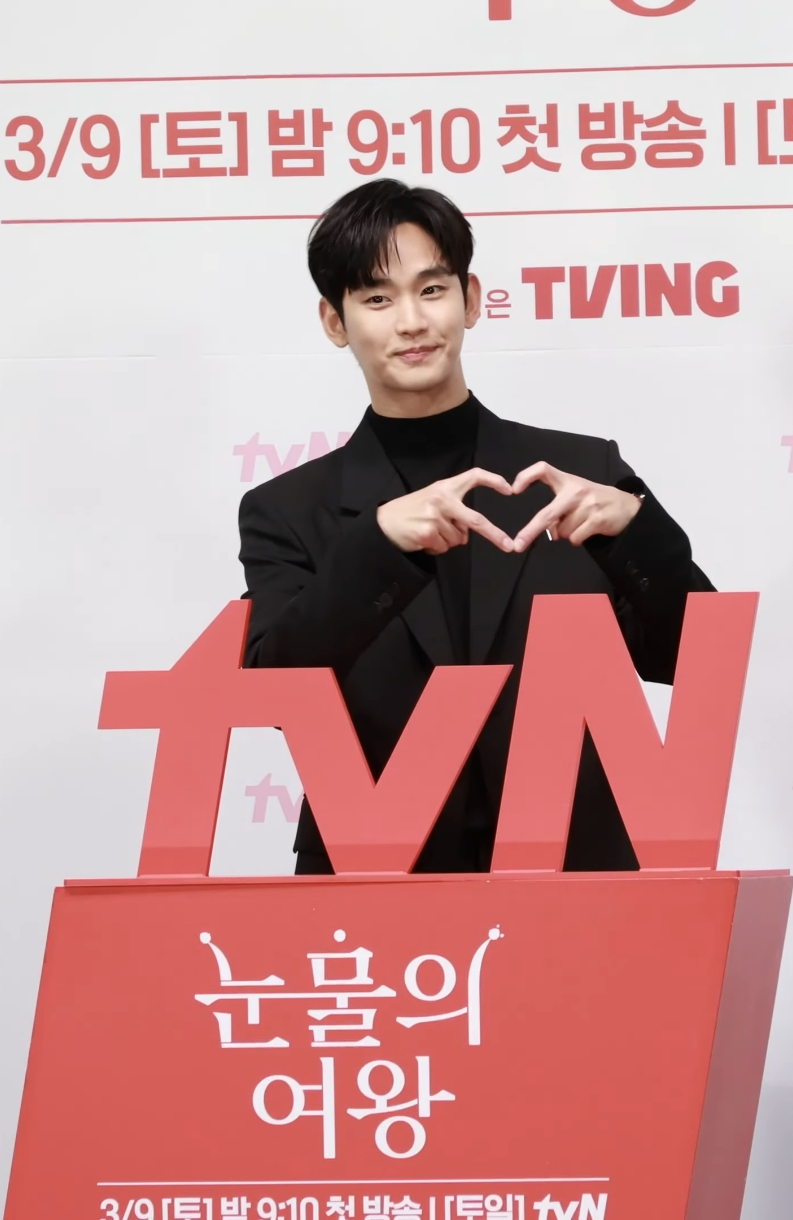
2024년 3월《눈물의 여왕》제작발표회에서 김수현.

2022년 12월, 김수현은 《어느 날》 이후 약 3년 만에 로맨틱 코미디 드라마 《눈물의 여왕》으로 복귀하였다.이 작품은 재벌 3세 ‘홍해인’(김지원)과 시골 이장의 아들 ‘백현우’(김수현)의 결혼 3년 차 부부가 기적 같은 사랑을 다시 시작하게 되는 이야기를 그린 역신데렐라물로, 일반적인 로맨스 드라마의 클리셰와는 정반대의 신선한 설정으로 주목을 받았다. 김수현은 이 작품에서 귀여운 하찮음과 남성미를 넘나드는 순정남 ‘백현우’의 복잡한 감정선을 특유의 섬세하고도 흡입력 있는 연기로 표현해내며, 일명 ‘백현우 신드롬’을 불러일으켰다.《눈물의 여왕》은 《프로듀사》 이후 김수현이 박지은 작가와 세 번째로 호흡을 맞춘 작품이기도 하다. 이 드라마는 최고 시청률 28%를 기록하며 tvN 드라마 역대 최고 시청률 1위에 올랐고, 대한민국은 물론 중국 등 아시아 각국에서도 폭발적인 인기를 얻으며 한류 열풍을 재점화했다. 김수현은 이 작품으로 제60회 백상예술대상에서 인기상을 수상한 것을 비롯해, 2024 아시아 아티스트 어워즈(AAA)에서 대상인 올해의 배우상, 핫트렌드상, 패뷸러스상, 베스트 아티스트상까지 총 4관왕을 차지하며 압도적인 존재감을 과시했다.
제2의 전성기를 맞이한 김수현은 약 10년 만에 ‘갤럽 올해의 탑스타’ 조사에서 가장 많은 득표를 얻으며 1위를 차지하였고, 아시아 팬미팅 투어를 진행하였다. 이에 힘입어 아시아 팬미팅 투어를 진행했다. ‘2024 KIM SOO HYUN ASIA TOUR - EYES ON YOU’라는 타이틀 아래, ‘서로의 눈을 마주하며 마음을 나누는 순간’이라는 의미를 담은 이번 투어는 약 4개월간 아시아 7개 도시에서 개최되었으며, 팬들과의 모든 순간을 진심으로 담아내며 대장정을 마무리했다.
김수현의 아시아 투어는 전 회차 전석 매진을 기록하였고, 시야 제한석까지 빠르게 소진되며 그의 압도적인 티켓 파워를 입증했다. 현지 유력 매체들은 김수현의 방문을 앞다투어 보도하며 그의 글로벌 영향력과 문화적 파급력을 집중 조명했다.

### 2025 ~ 현재: 한국판 조니뎁 사건 "김새론 사건"
2024년 3월 24일 김새론이 악의를 품고 김수현과 찍은 사진을 공개하면서 두 사람의 열애설이 제기된 데에 이어, 김새론이 사망한 지 약 한 달 후인 2025년 3월 10일 김새론의 유가족들이 김세의가 운영하는 가로세로연구소 유튜브 채널을 통해 김새론이 미성년자(만15세, 중학교 3학년)였을 때부터 당시 20대 후반이던 김수현과 6년간 교제했다는 거짓된 주장을 하여 빚어진 사건이다.

## 개인 생활
김수현은 평소 취미로 볼링을 즐기는 것으로 알려져 있다. 2016년에는 밴드 FT아일랜드의 이홍기와 함께 프로볼러 선발전에 참가하며 큰 화제를 모았다. 당시 뜨거운 관심 속에 도전에 나섰지만, 아쉽게도 2차전에서 탈락했다. 이에 대해 김수현은 “프로볼러에 다시 도전할 의향이 있다. 다만 조급하게 생각하고 있지는 않으며, 기회가 된다면 언제든 다시 한번 도전해볼 생각이다”라고 밝힌 바 있다. 그는 2017년 한 언론사와의 인터뷰에서 볼링이 연기에 도움을 준다고 언급하며, “볼링은 혼자만의 집중이 중요한 스포츠라서 큰 매력을 느낀다. 볼링을 할 때는 얼마나 깊이 내면에 몰입할 수 있느냐가 핵심이다. 이 집중력이 연기 현장으로 이어진다면, 결국 얼마나 스스로를 믿고 역할에 몰입할 수 있는가로 연결된다. 그래서 주변 사람들에게도 볼링을 권하고 다닌다”고 전했다.